# Neobuchia paulinae
Neobuchia paulinae är en malvaväxtart som beskrevs av Ignatz Urban. Neobuchia paulinae ingår i släktet Neobuchia och familjen malvaväxter. Inga underarter finns listade i Catalogue of Life.